# Biblioteca Joan Sardà i Lloret
La biblioteca Joan Sardà i Lloret és una biblioteca pública de Sant Quintí de Mediona, situat a la comarca de l'Alt Penedès. Joan Sardà i Lloret, crític literari, llicenciat en Dret i traductor d’algunes obres d'Horaci, Leopardi, Victor Hugo i Marcial, és el responsable del nom d’aquesta biblioteca. Està situada al carrer de Sant Antoni i actualment té al voltant de 13.000 volums.

## Història
La biblioteca Joan Sardà i Lloret va ser inaugurada el 26 de maig de 1984, creada per un acord entre l'Ajuntament de Sant Quintí de Mediona, amb l'alcalde Martí Pujol, la Caixa d'Estalvis del Penedès i el Departament de Cultura de la Generalitat de Catalunya. Aquest acord es fa fer per poder formar part de les Xarxes Biblioteques de la Generalitat. Actualment, encara forma part de la Xarxa de Biblioteques Municipals de la Diputació de Barcelona.
El 26 de maig de l'any 2018, la biblioteca es va traslladar a l'edifici de l'antiga escola de Sant Quintí de Mediona, al carrer Sant Antoni, que va ocupar l’espai de la biblioteca des de 1965 fins a 2011. L'edifici original de l'escola Antoni Grau Minguell (escoles velles) es va inaugurar el 31 d'octubre de 1965 i es va haver d'anar adaptant a les necessitats de cada moment. El 1975, l'Ajuntament va adquirir un terreny a l'avinguda Catalunya on s'anaren traslladant diverses aules durant els cursos següents i finalment el 1992 s'inaugurà el nou edifici (escoles noves). Finalment, l'escola es va traslladar a un nou edifici l'any 2011 i això va permetre que tant l'escola vella com l'escola nova quedessin lliures i es poguessin dedicar a altres equipaments municipals.
Així doncs, el 2018 s'inaugura la nova biblioteca, es va reutilitzar la infraestructura de l'antiga escola Antoni Grau Minguell, un espai més gran i més modern, en comparació a l'antiga biblioteca. Durant la inauguració diversos voluntaris van fer una cadena per traslladar llibres de l'antiga biblioteca a la nova. La remodelació de l'edifici que va ser dissenyada per l'arquitecte Pere Pons i Vendrell. Aquest projecte va comportar una inversió d'aproximadament de 336.000 euros, finançat conjuntament per la Diputació de Barcelona i la Generalitat.